# Lucy Davis
Pour les articles homonymes, voir Lucy Davis (équitation) et Davis.
Lucy Davis, née le 17 février 1973 à Solihull, dans les Midlands de l'Ouest, en Angleterre, est une actrice britannique.
Son premier rôle important est celui de Maria Lucas, dans la mini-série Orgueil et Préjugés en 1995. Mais c'est surtout son rôle de Dawn, la réceptionniste de la sitcom The Office (2001-2003) qui la rend célèbre. 
En plus de nombreuses apparitions en tant qu'invitée vedette, elle joue des rôles récurrents dans des séries telles que Studio 60 (2006), Le Diable et moi (2008), Married Single Other (2010) et Better Things (2016-2017). 
En 2018, elle fait son retour avec la série fantastique Les Nouvelles Aventures de Sabrina.

## Biographie

### Jeunesse et formation
Lucy Davis, née le 17 février 1973 à Solihull, dans les West Midlands, en Angleterre, est la fille du comédien et présentateur de télévision Jasper Carrott (en) et de Hazel Jackson. Souffrant de diabète et d'insuffisance rénale chronique, elle a subi une transplantation rénale peu après le tournage d'Orgueil et Préjugés (le donneur est sa mère).

### Carrière
Elle commence par des émissions de radio et quelques petits rôles à la télévision à partir de 1993. 
En 1995, elle est repérée par Sue Birtwistle qui cherche une jeune actrice pour jouer Lydia Bennet (qui a 16 ans), elle est cependant jugée trop inexpérimentée, mais s'investit dans le rôle de consolation de Maria Lucas, pour la mini-série dramatique Orgueil et Préjugés avec Colin Firth, Jennifer Ehle et Susannah Harker.
De 1995 à 2005, pendant dix ans, elle travaille pour la radio The Archers, véritable institution britannique, considérée comme l'une des plus longues émissions de radio au monde. 
En 2004, elle fait une prestation comique remarquée dans la comédie horrifique Shaun of the Dead. La même année, elle est invitée sur le plateau de la série britannique comique Black Books. 
En 2010, elle joue les guest-star dans un épisode de la seconde saison de la série Mentalist, et donne la réplique, pour la première fois, à son mari, Owain Yeoman. 
En 2017, elle joue un second rôle, Etta Candy, dans le blockbuster à succès Wonder Woman de Patty Jenkins qui met en vedette Gal Gadot.  
En 2018, elle rejoint la série fantastique Les Nouvelles Aventures de Sabrina, distribuée par la plateforme Netflix. Il s'agit d'un reboot horrifique du succès populaire que fut la série télévisée Sabrina, l'apprentie sorcière à la fin des années 1990. Elle y incarne la drôle et attentionnée Tante Hilda, précédemment incarnée par Caroline Rhea,.

### Vie privée
Elle a épousé le 9 décembre 2006 l'acteur Owain Yeoman, dans la Cathédrale Saint Paul, entourée des acteurs et producteurs de la série The Office. Ils ont divorcé en octobre 2011.

## Filmographie

### Cinéma

#### Longs métrages
- 1997 : Le Joueur (The Gambler) de Károly Makk : Dunya
- 2002 : Nicholas Nickleby de Douglas McGrath : la bonne
- 2004 : Sex Lives of the Potato Men de Andy Humphries : Ruth
- 2004 : Shaun of the Dead de Edgar Wright : Dianne
- 2005 : Rag Tale de Mary McGuckian : Debbs (également scénariste)
- 2006 : The TV Set de Jake Kasdan : Chloe McCallister
- 2006 : Garfield 2 de Tim Hill : Miss Abby Westminister (voix)
- 2008 : Shades of Ray de Jaffar Mahmood : Directrice 2
- 2009 : Bob Funk de Craig Carlisle : Janet
- 2009 : All About Steve de Phil Traill : Une patiente
- 2011 : Some Guy Who Kills People de  Jack Perez : Stephanie
- 2014 : Postman Pat: The Movie de Mike Disa : Directrice 1 (voix)
- 2017 : Wonder Woman de Patty Jenkins : Etta Candy
- 2020 : Wonder Woman 1984 de Patty Jenkins : Etta Candy (caméo photographique)

### Télévision

#### Séries télévisées
- 1993 : The Detectives : Une jeune fille (1 épisode)
- 1994 : Blue Heaven : La secrétaire (1 épisode)
- 1995 : Casualty : Sarah Jackson (1 épisode)
- 1995 : The Bill : Jude Mackie (1 épisode)
- 1995 : Orgueil et Préjugés : Maria Lucas (mini-série, 5 épisodes)
- 1996 : Scene : Julie (1 épisode)
- 1996 : One Foot in the Grave : Mrs. Blanchard (1 épisode)
- 1997 : The Grand : Maggie Rigby (1 épisode)
- 1999  : Belfry Witches : Old Noshie (13 épisodes)
- 2000 : Doctors : Nicky Andrews (1 épisode)
- 2001 : Big Bad World : Harry (1 épisode)
- 2001 : Bernard's Watch : Madeleine (6 épisodes)
- 2001 - 2003 : The Office : Dawn Tinsley (14 épisodes)
- 2002 : Murder in Mind : Kerry  (1 épisode)
- 2002 : Holby City : Kelly Bridges (1 épisode)
- 2002 : Inspecteurs associés : Jax / Angela Ripley (2 épisodes)
- 2003 : The Afternoon Play : Laura  (1 épisode)
- 2004 : Black Books : Becyky (1 épisode)
- 2006 - 2007 : Ugly Betty : Fashion présentatrice télé (2 épisodes)
- 2006  : Studio 60 on the Sunset Strip : Lucy Kenwright (16 épisodes)
- 2007 : Californication : Nora (saison 1, 2e épisode)
- 2008 : Le Diable et moi (Reaper) : Sara (3 épisodes)
- 2008 - 2009 : Phinéas et Ferb : Crash / divers (voix, 2 épisodes)
- 2010 : Married Single Other : Lillie (6 épisodes)
- 2010 : The Mentalist : Daphne (saison 2, épisode 21)
- 2011 : Marcy : Lucy (1 épisode)
- 2012 : Les Griffin : Joanna Finn (voix, 1 épisode)
- 2013 : Meurtres au paradis : Vicky Woodward (saison 2, épisode 8)
- 2013 : The Neighbors : Helen Redding Kemper (1 épisode)
- 2015 : NCIS : Enquêtes spéciales : Dr Janice Brown (saison 13, épisode 5)
- 2015 : HOARS : Laura (1 épisode)
- 2015 - 2016 : Maron : Emily (6 épisodes)
- 2016 - 2017 : Better Things : Macy (8 épisodes)
- 2018 - 2020: Les Nouvelles Aventures de Sabrina : Hilda Spellman/Tante Hilda
- 2018 - 2019 : Tigtone : Queen (voix, 3 épisodes)
- 2019 : Bob's Burgers : Princesse Paula McCartney (voix, 1 épisode)
- 2022 - en production : Les Super-Vilains de Valley View : Eva / Surge

#### Téléfilms
- 2002 : Quand Jack rencontre Amy de Graham Theakston : Susie
- 2004 : My Life, Inc. de Terry Hughes : Jane
- 2009 : The Bridget Show de Barry Sonnenfeld : Lucy St. John
- 2016 : The Family Lamp de Jack Perez : Harriet (également productrice exécutive et scénariste)